# Petaurillus hosei
A Petaurillus hosei é uma espécie de roedor da família Sciuridae. Foi nomeada pelo zoólogo Charles Hose.
É endêmica da Malásia.